# Piotr Tielepniew
Piotr Maksimowicz Tielepniew (ros. Пётр Максимович Телепнев, ur. 1 października 1930 w Starym Siele w Białoruskiej SRR, zm. 23 października 2013 w Moskwie) – radziecki działacz partyjny.

## Życiorys
W 1950 skończył technikum leśnicze w Homlu, pracował w instytucjach przemysłu leśnego w Tobolsku, 1956 został członkiem KPZR, 1959 ukończył Archangielski Instytut Leśno-Techniczny i 1959-1960 był szefem zagonu kombinatu w Chanty-Mansyjskim Okręgu Narodowym. W 1960 został II sekretarzem, potem I sekretarzem (do 1963) kondinskiego rejonowego komitetu KPZR, od 1963 do 19 lutego 1966 był II sekretarzem, a od lutego 1966 do lipca 1970 I sekretarzem Chanty-Mansyjskiego Komitetu Okręgowego KPZR. Od lipca 1970 do 1978 był sekretarzem, 1978-1983 II sekretarzem Komitetu Obwodowego KPZR w Tiumeni, do listopada 1983 inspektorem KC KPZR, a od 21 listopada 1983 do 23 listopada 1989 I sekretarzem Komitetu Obwodowego KPZR w Archangielsku i jednocześnie od 6 marca 1986 do 2 lipca 1990 członkiem KC KPZR. W listopadzie 1989 przeszedł na emeryturę. Był deputowanym do Rady Najwyższej ZSRR 11 kadencji i RFSRR. W 1987 podczas wizyty w Polsce otrzymał honorowe obywatelstwo Słupska (po rosyjskiej agresji na Ukrainę w 2022 został pozbawiony tego tytułu). Z jego polecenia zbudowano odsłonięty pod koniec 1988 ostatni pomnik Lenina zbudowany w ZSRR. Pochowany na Cmentarzu Trojekurowskim w Moskwie.

## Odznaczenia
- Order Lenina (1971)
- Order Rewolucji Październikowej (1981)
- Order Czerwonego Sztandaru Pracy (1976)
- Order „Znak Honoru” (1966)

Medale ZSRR i Ludowej Republiki Bułgarii.